# 王振东
王振东（1916年—1986年），男，直隶（今河北）饶阳人，中华人民共和国军事人物，中国人民解放军开国大校，曾任新疆维吾尔自治区政协副主席，第四届全国人大代表。